# Liste des châteaux et manoirs de la Seine-Maritime
Cet article recense les châteaux et manoirs de la Seine-Maritime, en France.

## Liste
| Icône            | Signification    | Abréviations             | Abréviations                  | Abréviations             | Abréviations           |
| ---------------- | ---------------- | ------------------------ | ----------------------------- | ------------------------ | ---------------------- |
| Château fort     | Château fort     | = Bastide                | = Ferme fortifiée             | = Maison forte           | = (Néo-)Palladianisme  |
| Renaissance      | Renaissance      | = Château gascon         | = Folie (montpelliéraine)     | = Manoir, Gentilhommière | = Résidence épiscopale |
| Domaine viticole | Domaine viticole | = Classicisme, classique | = Forteresse, fort(ification) | = Maison (noble)         | = Style Beaux-Arts     |
| Palais           | Palais           | = Commanderie            | = Gothique (flamboyant)       | = Néo-baroque            | = Style Second Empire  |
| Ruine ou disparu | Ruine, disparu   | = Château pinardier      | = Hôtel particulier           | = Néo-classique          | = Style italianisant   |
|                  |                  | = Demeure seigneuriale   | ... = Style Louis XII...XVI   | = Néo-gothique           | = Style troubadour     |
|                  |                  | = Éclectisme             | = Logis (seigneurial)         | = Néo-Renaissance        | = Villa (de Nice)      |
| Baroque, rococo  | Baroque, rococo  | = Édifice religieux      | = Motte castrale/féodale      | = Pavillon de chasse     | = Styles du XXe siècle |

| Type                                             | Château                                     | Commune                                     | Protection | Notes                                                         | Coordonnées                 | Illustration |
| ------------------------------------------------ | ------------------------------------------- | ------------------------------------------- | --- | ------------------------------------------------------------- | --------------------------- | ------------ |
| Manoir, gentilhommière · Renaissance             | Manoir d'Ango                               | Varengeville-sur-Mer                        | Classé MH (1862) · Notice no PA00101079 | XVIe siècle, privé                                            | 49° 54′ 03″ N, 0° 59′ 42″ E |              |
| Néo-gothique                                     | Château d'Ambrumesnil                       | Ambrumesnil                                 | | XIXe siècle, propriété privée                                 | 49° 51′ 28″ N, 0° 59′ 48″ E |              |
| Maison forte                                     | Château d'Antiville                         | Goderville                                  | Inscrit MH (1996) · Notice no PA76000013 | XIIe et XVe siècles, XVIe siècle, propriété privée            | 49° 38′ 31″ N, 0° 24′ 05″ E |              |
| Château fort · Ruine ou disparu                  | Château d'Arques-la-Bataille                | Arques-la-Bataille                          | Classé MH (1875) · Notice no PA00100544 | XIIe siècle, site touristique                                 | 49° 52′ 38″ N, 1° 07′ 37″ E |              |
| Manoir, gentilhommière · Renaissance             | Manoir d'Auffay                             | Oherville                                   | Inscrit MH (1932) · Notice no PA00100780 | XIe et XIIe siècles, XVe et XVIe siècles, habitation privée   | 49° 43′ 42″ N, 0° 40′ 55″ E |              |
| Manoir, gentilhommière                           | Manoir de l'Aumônerie (Ferme des Templiers) | Saint-Martin-de-Boscherville                | Inscrit MH (1974, 1999) · Notice no PA00101034 | XIIIe et XVIe siècles, habitation privée, musée               | 49° 26′ 03″ N, 0° 58′ 01″ E |              |
| Classicisme, classique                           | Château d'Auvilliers                        | Auvilliers                                  | Inscrit MH (1933) · Notice no PA00100552 | XVIIe et XVIIIe siècles                                       | 49° 45′ 35″ N, 1° 34′ 28″ E |              |
| Manoir, gentilhommière                           | Château des Aygues                          | Étretat                                     | Inscrit MH (1997) · Notice no PA76000028 | XIXe siècle                                                   | 49° 42′ 18″ N, 0° 12′ 49″ E |              |
| Renaissance                                      | Château de Bailleul                         | Angerville-Bailleul                         | Inscrit MH (2005) · Classé MH (2010) · Notice no PA00100540                                                                                         | XVIe siècle, XVIIIe et XIXe siècles, demeure familiale        | 49° 40′ 27″ N, 0° 27′ 00″ E |              |
| Château fort · Ruine ou disparu                  | Château de Bernouville                      | Hautot-sur-Mer                              | | Moyen Âge, site touristique                                   | 49° 54′ 15″ N, 1° 01′ 53″ E |              |
| Classicisme, classique                           | Château de Bois-Himont                      | Bois-Himont                                 | Notice no IA00020431 | XVIIIe et XIXe siècles                                        | 49° 35′ 01″ N, 0° 42′ 12″ E |              |
| Classicisme, classique                           | Château de Bosc-le-Comte                    | Saint-Pierre-le-Vieux                       | Inscrit MH (1970) · Notice no PA00101046 | XVIIIe siècle                                                 | 49° 50′ 12″ N, 0° 54′ 30″ E |              |
| Classicisme, classique                           | Château du Bosc-Théroulde                   | Bosc-Guérard-Saint-Adrien                   | Notice no IA00020213 | XVIIe et XIXe siècles                                         | 49° 33′ 13″ N, 1° 07′ 53″ E |              |
| Style Louis XIII                                 | Château de Bosmelet                         | Auffay                                      | Inscrit MH (1931, 1994) · Classé MH (1946) · Notice no PA00100548 · Notice no IA76002234                                                            | XVIIe et XVIIIe siècles, lieu touristique et culturel         | 49° 42′ 04″ N, 1° 07′ 32″ E |              |
| Style Louis XIII                                 | Château de Cany                             | Cany-Barville                               | Inscrit MH (1930, 1990) · Notice no PA00100591 · Notice no IA00022688                                                                               | XVIIe et XIXe siècles                                         | 49° 46′ 01″ N, 0° 37′ 49″ E |              |
| Manoir, gentilhommière                           | Manoir du Catel                             | Écretteville-lès-Baons                      | Classé MH (2010) · Notice no PA00100634 | XIIIe et XIVe siècles, XVe et XVIe siècles, habitation privée | 49° 37′ 31″ N, 0° 41′ 18″ E |              |
| Manoir, gentilhommière                           | Manoir du Clap                              | La Cerlangue                                | Notice no IA00066657 | XVIe et XIXe siècles                                          | 49° 30′ 02″ N, 0° 25′ 17″ E |              |
| Classicisme, classique                           | Château de Daubeuf                          | Daubeuf-Serville                            | Inscrit MH (1994) · Classé MH (1997) · Notice no PA00132772                                                                                         | XVIIe et XIXe siècles                                         | 49° 42′ 30″ N, 0° 28′ 37″ E |              |
| Château fort                                     | Château de Dieppe                           | Dieppe                                      | Classé MH (1862, 1995) · Notice no PA00100620 · Notice no M0712                                                                                     | Musée                                                         | 49° 55′ 29″ N, 1° 04′ 13″ E |              |
|                                                  | Château d'Ételan                            | Saint-Maurice-d'Ételan                      | Inscrit MH (1941) · Notice no PA00101038 · Notice no IA00076030                                                                                     | Musée                                                         | 49° 27′ 59″ N, 0° 37′ 41″ E |              |
|                                                  | Château d'Eu                                | Eu                                          | Inscrit MH (1983) · Classé MH (1985) · Notice no PA00100651 · Notice no IA76002248 · Notice no M0714                                                | Mairie et musée                                               | 50° 02′ 58″ N, 1° 25′ 02″ E |              |
| Château fort · Ruine ou disparu                  | Château de Fécamp                           | Fécamp                                      | Classé MH (1910) · Notice no PA00100658 |                                                               | 49° 45′ 18″ N, 0° 22′ 47″ E |              |
| Maison forte · Classicisme, classique            | Château de Filières                         | Gommerville                                 | Inscrit MH (1946) · Classé MH (1947) · Notice no PA00100672 · Notice no IA00066694                                                                  | Propriété privée                                              | 49° 33′ 42″ N, 0° 22′ 20″ E |              |
| Château fort · Baroque, rococo · Néo-Renaissance | Château de Fréfossé (Château du Tilleul)    | Le Tilleul                                  | | Moyen Âge, XVIIIe et XIXe siècles                             | 49° 41′ 36″ N, 0° 12′ 24″ E |              |
|                                                  | Château de Galleville                       | Doudeville                                  | Classé MH (1984) · Notice no PA00100630 · Jardin remarquable · Notice no JAR0000268                                                                 | Propriété privée                                              | 49° 26′ 07″ N, 0° 28′ 19″ E |              |
|                                                  | Château de Grosmesnil                       | Saint-Romain-de-Colbosc                     | | Salle de mariage en location                                  |                             |              |
| Classicisme, classique                           | Château d'Herbouville                       | Saint-Pierre-le-Vieux                       | Inscrit MH (1972, 2006) · Notice no PA00101045 | XVIIe siècle                                                  | 49° 50′ 55″ N, 0° 52′ 10″ E |              |
|                                                  | Château de Janville                         | Paluel                                      | Inscrit MH (1975) · Notice no PA00100789 · Notice no IA00022632                                                                                     | Propriété privée                                              | 49° 50′ 03″ N, 0° 38′ 21″ E |              |
|                                                  | Château de Launay                           | Saint-Paër                                  | Inscrit MH (1932, 1948) · Notice no PA00101041 · Notice no IA00021693 · Notice no IA76002236                                                        | Habitation privée                                             |                             |              |
| Château fort · Ruine ou disparu                  | Château de Lillebonne                       | Lillebonne                                  | Classé MH (1862, 1990) · Notice no PA00100729 | Moyen Âge                                                     | 49° 31′ 09″ N, 0° 32′ 18″ E |              |
|                                                  | Château du Manais                           | Ferrières-en-Bray                           | |                                                               | 49° 29′ 10″ N, 1° 45′ 32″ E |              |
| Classicisme, classique                           | Château de Maniquerville                    | Maniquerville                               | |                                                               | 49° 41′ 48″ N, 0° 20′ 51″ E |              |
|                                                  | Château de Martainville                     | Martainville-Épreville                      | Classé MH (1889, 1931) · Inscrit MH (1997) · Notice no PA00100747 · Notice no IA00019789 · Notice no M0725                                          | Musée                                                         | 49° 27′ 30″ N, 1° 17′ 37″ E |              |
|                                                  | Château de Mauny                            | Mauny                                       | |                                                               |                             |              |
|                                                  | Château de Mesnières                        | Mesnières-en-Bray                           | Classé MH (1862, 1995) · Notice no PA00100751 · Notice no IA76002249                                                                                | Institution Saint-Joseph                                      | 49° 45′ 44″ N, 1° 22′ 54″ E |              |
|                                                  | Château du Mesnil-Geoffroy                  | Ermenouville                                | Classé MH (1945) · Notice no PA00100643 | Privé                                                         | 49° 48′ 44″ N, 0° 47′ 01″ E |              |
|                                                  | Château de Miromesnil                       | Tourville-sur-Arques / Saint-Aubin-sur-Scie | Inscrit MH (1945) · Classé MH (1957) · Notice no PA00101024 · Notice no PA00101064 · Notice no IA76002237 · Maisons des Illustres · Notice no MI060 | Chambre d'hôtes, gîte                                         | 49° 30′ 50″ N, 1° 27′ 22″ E |              |
| Ruine ou disparu                                 | Château de Neuf-Marché                      | Neuf-Marché                                 | | Propriété privée                                              |                             |              |
|                                                  | Château d'Orcher                            | Gonfreville-l'Orcher                        | | Propriété privée                                              | 49° 29′ 48″ N, 0° 14′ 47″ E |              |
| Manoir, gentilhommière                           | Manoir d'Oudalle                            | Oudalle                                     | | Propriété privée                                              |                             |              |
|                                                  | Manoir de Pierre Corneille                  | Petit-Couronne                              | Classé MH (1939) · Notice no PA00100792 · Notice no IA00021518 · Notice no M0722                                                                    | Musée                                                         | 49° 23′ 22″ N, 1° 01′ 17″ E |              |
| Manoir, gentilhommière                           | Manoir de Préfontaine                       | Épouville                                   | |                                                               | 49° 33′ 17″ N, 0° 13′ 00″ E |              |
|                                                  | Château de la Rivière-Bourdet               | Quevillon                                   | Inscrit MH (1934) · Notice no PA00100795 | Propriété privée                                              | 49° 14′ 41″ N, 0° 33′ 51″ E |              |
| Ruine ou disparu                                 | Château de Robert le Diable                 | Moulineaux                                  | Notice no IA00021505 | Agglomération de Rouen                                        | 49° 20′ 23″ N, 0° 57′ 35″ E |              |
|                                                  | Château de Rouen et Tour Jeanne d'Arc       | Rouen                                       | Classé MH (1840) · Notice no PA00101011 |                                                               | 49° 26′ 47″ N, 1° 05′ 40″ E |              |
| Classicisme, classique                           | Château de la Sainte-Trinité                | Saint-Pierre-le-Vieux                       | Notice no IA00058894 | XVIIe et XVIIIe siècles                                       | 49° 50′ 25″ N, 0° 54′ 31″ E |              |
| Classicisme, classique                           | Château de Sassetot (Château de Sissi)      | Sassetot-le-Mauconduit                      | Inscrit MH (1975) · Notice no PA00101057 | XVIIIe siècle                                                 | 49° 48′ 22″ N, 0° 31′ 44″ E |              |
| Manoir, gentilhommière                           | Manoir des Sources                          | Moulineaux                                  | | Propriété privée                                              |                             |              |
|                                                  | Château du Taillis                          | Duclair                                     | Inscrit MH (1996) · Notice no PA76000010 · Notice no IA00021616                                                                                     | Habitation privée, musée                                      | 49° 28′ 05″ N, 0° 51′ 09″ E |              |
|                                                  | Château de Tancarville                      | Tancarville                                 | Classé MH (1862) · Notice no PA00101063 · Notice no IA00066843                                                                                      |                                                               | 49° 17′ 35″ N, 0° 16′ 30″ E |              |
|                                                  | Château du Val des Leux                     | Mauny                                       | |                                                               |                             |              |
| Manoir, gentilhommière                           | Manoir de Vardes                            | Neuf-Marché                                 | | Propriété privée                                              |                             |              |
|                                                  | Château de Varengeville-sur-Mer             | Varengeville-sur-Mer                        | | Propriété privée                                              | 49° 54′ 10″ N, 1° 00′ 04″ E | jpg          |
|                                                  | Château du Vaudroc                          | Limpiville                                  | Inscrit MH (1931) · Notice no PA00100733 | Demeure familiale                                             | 49° 41′ 01″ N, 0° 30′ 04″ E |              |
| Manoir, gentilhommière                           | Manoir de Villers                           | Saint-Pierre-de-Manneville                  | Inscrit MH (1997) · Notice no PA76000034 · Notice no IA00021548 · Jardin remarquable · Notice no JAR0000273                                         | XVIe siècle, XIXe et XXe siècles                              | 49° 23′ 22″ N, 0° 55′ 47″ E |              |
|                                                  | Château d'Yville                            | Yville-sur-Seine                            | Inscrit MH (1931, 2002) · Notice no PA00101093 · Notice no IA00021743                                                                               | Habitation privée                                             | 49° 23′ 50″ N, 0° 52′ 42″ E |              |